# Слободское (Днепропетровская область)
Слободское (укр. Слобiдське, до 2024 года — Суворовское) — село, Криничанский поселковый совет, Криничанский район, Днепропетровская область, Украина.
Код КОАТУУ — 1222055105. Население по переписи 2001 года составляло 475 человек.

## Географическое положение
Село Суворовское находится на левом берегу реки Мокрая Сура,
выше по течению примыкает пгт Кринички,
на противоположном берегу и
ниже по течению примыкает село Светлогорское.

## Экономика
- Фермерские хозяйства «Яна», «Свил» и «Нове Життя».